# Pseudostenophylax amurensis
Pseudostenophylax amurensis är en nattsländeart som först beskrevs av Mclachlan 1880.  Pseudostenophylax amurensis ingår i släktet Pseudostenophylax och familjen husmasknattsländor. Inga underarter finns listade i Catalogue of Life.